# Савченко Іван Григорович (військовий)
Савченко Іван Григорович (отаман Нагірний); (1895 року, с. Вереміївка Золотоніського повіту Полтавської губернії ( нині Черкаська область)— 20 грудня 1923, Полтава) — ватажок українського повстанства.
Родом із козаків-хліборобів. Дитинство і юність Івана Савченка пройшло у рідному селі,  потім п’ять років служив касиром  2-го Вереміївського товариства Споживачів.
15 травня 1915 року у віці 20 років був призваний на дійсну військову службу в Російську царську армію і призначений в писарський клас  управління Золотоніського повітового військового начальника полковника Проткевича. У вересні 1917 р. —командирований на III Всеукраїнський військовий з’їзд, як представник Золотоніського гарнізону. Там на з’їзді він познайомився з видатними діячами українського національного руху. У Києві він пробув 10 днів  і повернувся на місце своєї постійної служби у Золотоношу. Через місяць на ім’я Івана Савченка надійшло розпорядження Українського військового міністерства Центральної Ради про відрядження його на службу в артилерійський відділ..Очевидно тоді вступає в партію лівих есерів.
У артилерійському відділі Савченко прослужив до 25 січня 1918 року аж до наступу на Київ більшовиків під командуванням Муравйова. Потім повертається у Вереміївку і влаштовується на роботу до Вереміївського повітового виконкому.
Восени 1918 року призначений до Золотоніського коменданта Олександра Грудницького завідувачем судової частини при комендатурі. На цій посаді працює до січня 1919 року. Після приходу радянської влади служив у комендатурі, потім вступив до І-шої Радянської бригади на посаду  завідувача судової частини.
Восени 1919 р. створив у Золотоніському повіті повстанком. зібрав загін і підняв  повстання проти білогвардійців.Денікіна  Із приходом більшовиків повернув зброю проти них. У лютому 1920 p., коли у Вереміївку прийшла Зимовим походом Армія УНР, разом з отаманом Келебердою підпорядкував свої загони генералу Омеляновичу-Павленку. Після загибелі Келеберди очолив об'єднаний загін. Вів боротьбу до лютого 1923 p., дислокуючись на Дніпрових островах та лісах Холодного Яру. Затриманий під час облави, розстріляний в Полтавській тюрмі співробітником губсуду Байковим.